# El espíritu del bosque
Espíritu del bosque es una película española animada por ordenador de Dygra Films, secuela de El bosque animado. La película se estrenó en España el 12 de septiembre de 2008.

## Sinopsis
Un empresario sin escrúpulos quiere construir una carretera en medio de la Naturaleza y la malvada Sra. D'Abondo le apoya, viendo su oportunidad de acabar para siempre con el bosque al que odia. Los árboles están en peligro y los animales piensan en la huida, pero los topos Furi, Linda y el recién llegado Cebolo se unen con el ratón Piorno, y otras criaturas, para salvar su hábitat. Cuando descubren a qué tiene miedo la Sra. D'Abondo, deciden poner en marcha el verdadero Espíritu del bosque.

## Temas
Espíritu del bosque es una aventura ecológica para toda la familia, pero también es la mejor muestra de cómo en España también se puede hacer un cine de animación de calidad. Diseñada en los estudios Dygra Films, la película toma el relevo de títulos como la imaginativa El sueño de una noche de San Juan o la premiada El bosque animado, muy similar en lo que a valores naturales y de amistad se refiere. Sus directores son los debutantes David Rubín y Juan Carlos Pena, quienes se encontraron, junto al resto del equipo técnico, con la dificultad de materializar en imágenes de colores todo el imaginario de un bosque: las plantas, árboles y arbustos; la apariencia de topos, ratones, felinos y hasta moscas; la iluminación de la naturaleza en función del momento del día, etc.
Quiere dejar en el público infantil el mensaje de que los árboles son los pulmones del mundo y que hay que saber conservarlos para vivir más y mejor. En el reparto del doblaje internacional destacan los nombres de Anjelica Huston, Giovanni Ribisi o Ron Perlman. En nuestra versión, encontramos las voces de Luís Merlo, María Adánez y de las hormigas Trancas y Barrancas.

## Taquilla
No tuvo el gran éxito que su predecesora congregando 189.877 espectadores y una recaudación de 1.036.528,67 €.